# Rheotanytarsus tamasecundus
Rheotanytarsus tamasecundus är en tvåvingeart som beskrevs av Sasa 1980. Rheotanytarsus tamasecundus ingår i släktet Rheotanytarsus och familjen fjädermyggor. Inga underarter finns listade i Catalogue of Life.